# Florian Nagel
Florian Nagel (* 13. März 1992 in Stade) ist ein deutscher Fußballspieler.

## Laufbahn
Nagel begann seine Fußballkarriere in der G-Jugend des VfL Stade und blieb seinem Heimverein bis 2002 treu. Im Folgejahr spielte er für den TSV Wiepenkathen, bis er von 2003 bis 2010 (mit einem Jahr Unterbrechung bei der SV Drochtersen/Assel) für Werder Bremens Jugend spielte. Zur Saison 2010/11 wurde er von Trainer Thomas Wolter in den Kader der Amateurmannschaft berufen, die zu der Zeit in der 3. Liga spielte. Sein erstes Spiel für Werder Bremen II machte Nagel am 26. November 2010 im Heimspiel gegen den FC Bayern München II (2:0), als er in der Startaufstellung stand und in der 89. Minute durch Clemens Schoppenhauer ersetzt wurde. Seinen ersten Treffer konnte er am 9. Spieltag der Saison 2011/12 beim Auswärtsspiel gegen die SpVgg Unterhaching erzielen. Zur Saison 2013/14 wechselte er zum KSV Hessen Kassel in die Regionalliga Südwest. Nach einem Jahr verließ er die Hessen wieder und ging zur SV Drochtersen/Assel in die Oberliga Niedersachsen. Als Meister stieg er mit dem Verein 2015 in die Regionalliga Nord auf und gewann in den folgenden Jahren dreimal den Niedersachsenpokal. Am 1. Januar 2022 folgte dann sein Wechsel zum TuS Harsefeld in die sechstklassige Landesliga Lüneburg.

## Erfolge
- Niedersachsenpokalsieger: 2016, 2018, 2019